# Mischocyttarus

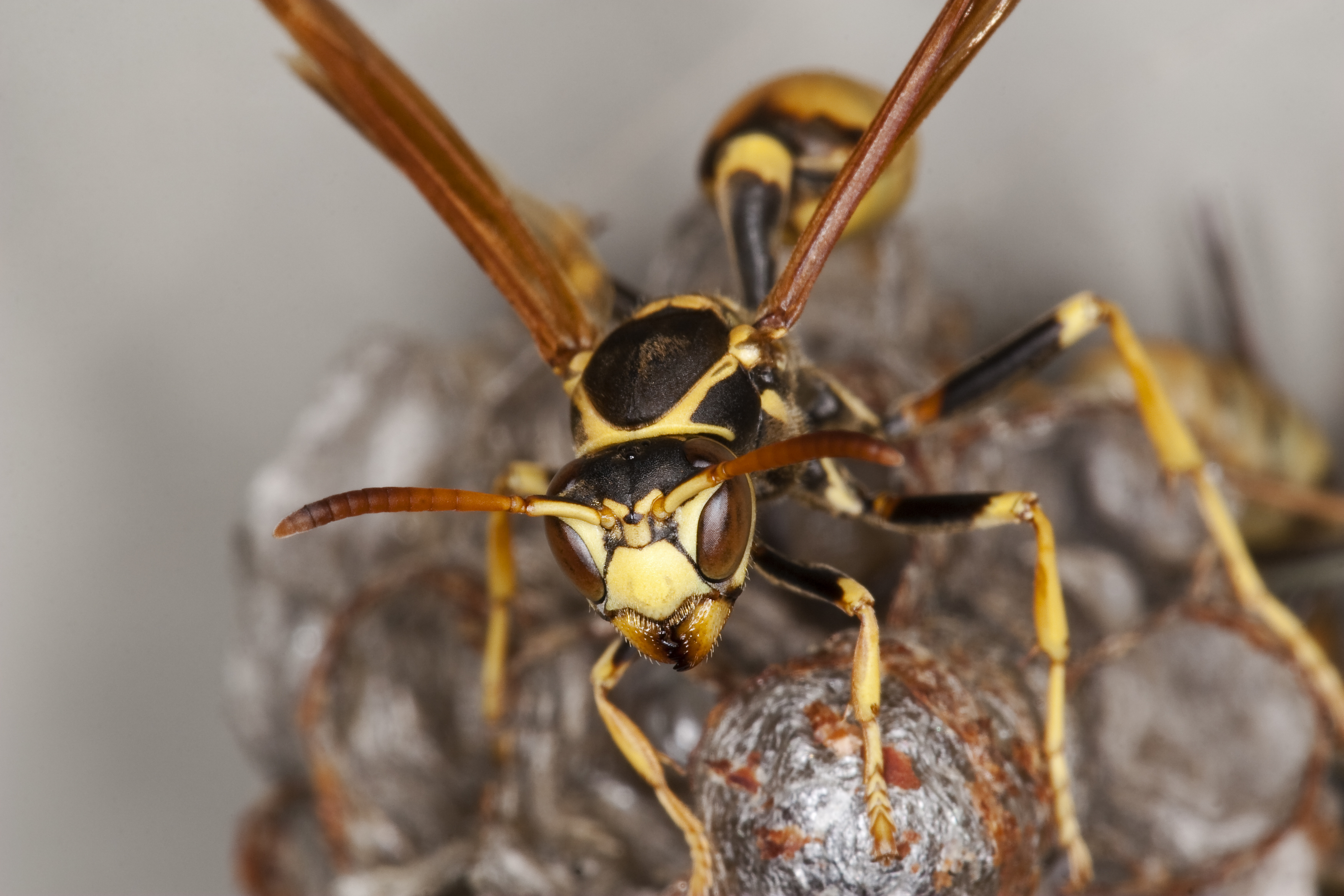
Оса Mischocyttarus flavitarsis

Mischocyttarus  (лат.) — крупнейший род общественных ос семейства Vespidae. Около 245 видов.

## Распространение
Неотропика, несколько видов в Неарктике (один вид — Mischocyttarus flavitarsis (de Saussure, 1854) — США, Канада).

## Описание
Имеют тонкий и длинный петиоль между грудкой и брюшком. Строят простые открытые гнёзда, что позволяет легче проводить социобиологические наблюдения особенностей их поведения. Биология сходна с осами рода Polistes, с иерархией доминирования самок в колонии через физические атаки и оофагию. Способны оказывать сопротивление при атаках на их гнёзда муравьёв.

## Систематика
Выделяют 9 подродов и около 245 видов. Единственный род трибы Mischocyttarini подсемейства Полистины. Монофилия рода и части подродов (Mischocyttarus s. str., Clypeopolybia, Monogynoecus, Scytokeraia, Phi, Kappa, Megacanthopus и Omega) подтверждена в результате филогенетического анализа признаков:
- Clypeopolybia Bruthes
- Haplometrobius Richards
- Kappa de Saussure
- Megacanthopus Ducke
- Mischocyttarus de Saussure
- Monogynoecus Richards
- Omega de Saussure
- Phi de Saussure
- Scytokeraia Cooper